# Théorème de Roth
En mathématiques, le théorème de Roth, ou théorème de Thue-Siegel-Roth, est un énoncé de théorie des nombres, concernant plus particulièrement l'approximation diophantienne.
Le résultat est le suivant :
Pour tout nombre irrationnel algébrique α et pour tout ε > 0, l'inéquation d'inconnues q > 0 et p entiers :
n'a qu'un nombre fini de solutions (ce n'est plus le cas pour ε = 0, d'après le théorème d'approximation de Dirichlet).

Ou encore, sous les mêmes hypothèses, : il existe une constante A > 0 (dépendant de α et ε) telle que
Ceci signifie que la mesure d'irrationalité d'un nombre irrationnel algébrique est égale à 2 et permet, par contraposition, de montrer la transcendance de certains nombres (cependant, le nombre e, qui est transcendant, échappe à ce critère : sa mesure d'irrationalité est égale à 2). Ce théorème est d'ailleurs une généralisation du théorème de Liouville qui avait été historiquement le premier critère de transcendance connu.
Ce résultat a valu à Klaus Roth la médaille Fields en 1958.